# Sillanwali
Sillanwali (en ourdou : سِلانٚوالى) est une ville pakistanaise située dans le district de Sargodha, dans la province du Pendjab. C'est la sixième plus grande ville du district. Elle est également la capitale du tehsil portant son nom.
La ville est située dans le sud du district de Sargodha, à proximité de la frontière avec le district de Jhang. Le dargah de Muhammad Barkhudar Gilani Qadri, mausolée soufi, est situé dans la ville.
La population de la ville a été multipliée par plus de trois entre 1972 et 2017 selon les recensements officiels, passant de 10 274 habitants à 37 776. Entre 1998 et 2017, la croissance annuelle moyenne s'affiche à 2,6 %, un peu supérieure à la moyenne nationale de 2,4 %. 
Selon le recensement de 2023, la population de la ville monte à 49 311 habitants.
Près de la moitié de la population de la ville parle ourdou, tandis que l'autre moitié parle pendjabi, la langue largement majoritaire dans le nord du Pendjab, selon la même étude.
Essentiellement musulmane, la ville inclut une petite minorité chrétienne, comptant environ 150 fidèles ainsi que près de 250 hindous.
Le taux d'alphabétisation de la ville s'élève à 77 % en 2023 (contre une moyenne nationale de 61 %), dont 83 % pour les hommes et 70 % pour les femmes.
|            | 1972 (rec.) | 1981 (rec.) | 1998 (rec.) | 2017 (rec.) | 2023 (rec.) |
| ---------- | ----------- | ----------- | ----------- | ----------- | ----------- |
| Population | 10 274      | 14 490      | 23 076      | 37 776      | 49 311      |